# Skottbackatjärnen
Skottbackatjärnen är en sjö i Dals-Eds kommun i Dalsland och ingår i Örekilsälvens huvudavrinningsområde. Sjön har en area på 0,156 kvadratkilometer och ligger 158 meter över havet.

## Delavrinningsområde
Skottbackatjärnen ingår i det delavrinningsområde (653446-127210) som SMHI kallar för Utloppet av Skottbackatjärn. Medelhöjden är 182 meter över havet och ytan är 0,87 kvadratkilometer. Det finns inga avrinningsområden uppströms utan avrinningsområdet är högsta punkten. Vattendraget som avvattnar avrinningsområdet har biflödesordning 3, vilket innebär att vattnet flödar genom totalt 3 vattendrag innan det når havet efter 69 kilometer. Avrinningsområdet består mestadels av skog (80 procent). Avrinningsområdet har 0,16 kvadratkilometer vattenytor vilket ger det en sjöprocent på 17,9 procent.